# Ачарья
Ача́рья (санскр. आचार्य, IAST: Ācārya) — титул религиозного наставника в индуизме, буддизме и джайнизме.

## Этимология
Происходит от санскритского корня чар, который означает «последователь». С помощью приставки «а» (которая означает «совершенно или полностью») и именного суффикса, который означает «тот, кто», формируется значение термина «тот, кто полностью следует дхарме» и/или «тот, кто ведёт других следовать дхарме».
Таким образом, слово «ачарья» указывает на личность, которая гораздо больше, чем просто «учитель» и прежде всего означает «тот, кто следует тому, чему учит» или «тот, кто учит на своём собственном примере». То есть, основными двумя аспектами значения слова «ачарья» являются «тот, кто учит» и «тот, кто является примером того, чему он обучает».

## В индуизме
В индуизме ачарья — это «божественная личность» (санскр. महापुरुश), которая появляется для того, чтобы установить или восстановить определённые религиозные или философские принципы.
Ачарья является уважаемым гуру, который, как правило, обладает совершенными знаниями санскрита и одной из философий индуизма — например,веданты. Ачарьи часто были лидерами определённой сампрадаи — философской или богословской школы в индуизме. Ачарьи обучают, руководствуясь принципом того, что, если сам учитель не познал и не узрел истину, он не может сделать так, чтобы её познали другие.
Ачарья должен полностью осознать то, чему он учит. В руках истинного ачарьи священные писания (шастры) являются инструментом, с помощью которого он приводит своих последователей к познанию истины. Как шастра, так и ачарья играют ключевую роль. Ачарья, благодаря ясности своего видения и духовной и философской реализации, даёт правильное понимание изложенного в шастрах, поэтому как к шастрам, так и к ачарье относятся с одинаковым уважением. Ачарья является живым воплощением священных писаний и обладает способностью сделать так, чтобы его последователи сами узрели истину.

### Некоторые ачарьи в индуизме
- Шанкара
- Рамануджа
- Мадхва
- Нимбарка
- Валлабха

## В джайнизме
В джайнизме ачарья — монах, один из пяти почитаемых панча-паремешти, достойных поклонения. Слово «сури» имеет то же самое значение, что и «ачарья». Ачарья — это также главный лидер в монашеской иерархии джайнов. Он обладает властью посвящать новых монахов или монахинь, устанавливать новые мурти и т. д. Часто он передаёт свои полномочия специально назначенным им же ставленникам.
Некоторые известные ачарьи в джайнизме в хронологическом порядке:
- Гаутам Ганадхара
- Ганахар Судхарма Свами
- Джамбу Свами
- Бхадрабаху — его учеником был Чандрагупта Маурья
- Стхулабхадра — традиция Шветамбара
- Кундакунда — традиция Дигамбара
- Самантабхадра — традиция Дигамбара
- Сиддхасена Дивакар
- Манатунга — автор Бхактамар-стотры
- Харибхадра — традиция Шветамбара
- Акаланка — традиция Дигамбара
- Вирасена — традиция Дигамбара
- Джинасена — традиция Дигамбара, был наставником правителей династии Раштракутов (800—880)
- Немичандра — традиция Дигамбара
- Хемачандра — традиция Шветамбара, был наставником Кумарапала (1089—1172)
- Хира Виджая Сури — традиция Шветамбара, был приглашён Акбаром.
- Ачарья Раджендрасури — традиция Шветамбара (1827—1906)
- Шантисагар — традиция Дигамбара (1872—1955)

В некоторых сектах джайнизма — как, например, в Терапантхи — есть только один ачарья, тогда как в других существуют много ачарьев.
Ачарья, так же как и любой другой монах-джайн, должен всё время странствовать, за исключением четырёх месяцев муссона.
Ошо родился в семье джайнов и до 1971 года был известен как Ачарья Раджниш.

## В буддизме
В буддизме ачарья — один из двух наставников нового монаха, наряду с упадхьяей. В махаянских традициях этот почётный титул прилагался к известным учёным и был несколько более общим, чем схожий эпитет пандита. В тибетском буддизме титул ачарья (тиб. སློབ་དཔོན་, Вайли slob-dpon, лобпёнь) присваивается в качестве учёной степени в процессе прохождения будущим монахом традиционного философского образования; учитель, имеющий право давать тантрические посвящения, именуется ваджрачарьей (тиб. རྡོ་རྗེ་སློབ་དཔོན་, Вайли rdo-rje slob-dpon, дордже  лобпёнь). В японской школе сингон титул адзяри присваивался квалифицированным священникам, прошедшим обучение на горе Коя. В Таиланде титул аджан, производный от санскритского, применяется к преподавателям буддийских университетов, а также к монахам, проведшим десять традиционных затворничеств в сезон дождей.